# تشارلي هوف
تشارلي هوف (بالإنجليزية: Charlie Hough)‏ هو لاعب كرة قاعدة أمريكي، ولد في 5 يناير 1948 في هونولولو في الولايات المتحدة.

## وصلات خارجية
- تشارلي هوف على موقع دوري كرة القاعدة الرئيسي (الإنجليزية)
- تشارلي هوف على موقعبيزبول رفرنس.كوم (الدوري الرئيسي) (الإنجليزية)
- تشارلي هوف على موقعبيزبول رفرنس.كوم (الدوري الثانوي) (الإنجليزية)
- تشارلي هوف على موقع إي إس بي إن.كوم (أم.أل.بي) (الإنجليزية)
- تشارلي هوف على موقع مشجعي الرسوم البيانية (الإنجليزية)